# Ludger Horstkötter
Ludger Bernhard Horstkötter O.Praem. (* 16. September 1939 in Duisburg; † 30. März 2022) war ein deutscher Regularkanoniker und römisch-katholischer Theologe. Er war Mitglied der Prämonstratenserabtei Hamborn.

## Leben
Geboren 1939 trat Horstkötter in das neu gegründete Priesterseminar des Bistums Essen ein und studierte Theologie. Nach seinem Studium schloss sich der gebürtige Hamborner 1963 der Gemeinschaft der Prämonstratenser-Chorherren in seinem Heimatort an und wurde nach dem Noviziat in der belgischen Abtei Postel mit einem Aufbaustudium betraut, das er mit dem Doktorat in Theologie abschloss. Am 21. Dezember 1966 wurde er in der Abteikirche in Duisburg-Hamborn zum Priester geweiht. In den folgenden Jahren wirkte er als Realschullehrer und Ordenshistoriker.
Seit seiner Pensionierung betätigte er sich, neben seinen historischen Forschungen über die Geschichte der Abtei Hamborn, als Seelsorger bei Ordensschwestern.